# 施克赫萊克山
47°34′27.32″N 15°47′23.78″E / 47.5742556°N 15.7899389°E

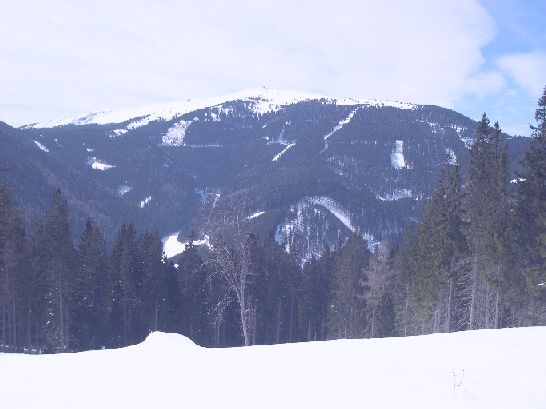

施克赫萊克山（德語：Stuhleck），是奧地利的山峰，位於該國東部，由施泰爾馬克州負責管轄，屬於拉克斯-施內山脈的一部分，距離特拉滕科格爾山1.8公里，海拔高度1,535米。